# Дольск (Камень-Каширский район)
Дольск (укр. Дольськ) — село в Любешовской поселковой общине Камень-Каширского района Волынской области Украины.
До 2020 года входило в Любешовский район.
Близ села проходит белорусско-украинская граница.
Код КОАТУУ — 0723184801. Население по переписи 2001 года составляет 791 человек. Почтовый индекс — 44232. Телефонный код — 3362. Занимает площадь 2828 км².